# Ageratella microphylla
Ageratella microphylla là một loài thực vật có hoa trong họ Cúc. Loài này được (Sch.Bip.) A.Gray ex S.Watson mô tả khoa học đầu tiên năm 1887.